# Municipio de New Haven (Minnesota)
El municipio de New Haven (en inglés: New Haven Township) es un municipio ubicado en el condado de Olmsted en el estado estadounidense de Minnesota. En el año 2010 tenía una población de 1184 habitantes y una densidad poblacional de 13,42 personas por km².

## Geografía
El municipio de New Haven se encuentra ubicado en las coordenadas 44°9′23″N 92°36′56″O / 44.15639, -92.61556. Según la Oficina del Censo de los Estados Unidos, el municipio tiene una superficie total de 88.24 km², de la cual 88,23 km² corresponden a tierra firme y (0 %) 0 km² es agua.

## Demografía
Según el censo de 2010, había 1184 personas residiendo en el municipio de New Haven. La densidad de población era de 13,42 hab./km². De los 1184 habitantes, el municipio de New Haven estaba compuesto por el 97,13 % blancos, el 0,59 % eran afroamericanos, el 0,68 % eran asiáticos, el 0,34 % eran isleños del Pacífico, el 0,34 % eran de otras razas y el 0,93 % eran de una mezcla de razas. Del total de la población el 0,76 % eran hispanos o latinos de cualquier raza.